# Ulfkær Kirke
Ulfkær Kirke ligger i Ulfborg i Ulfborg Sogn, Holstebro Kommune (Ribe Stift).

## Bygning og inventar
Ulfkær Kirke er en rødstenskirke og har tag af skifer. Stilen er en blanding af på den ene side spidsbuestil med vinduerne og tårnspiret og på den anden side romansk stil med rundbuerne i adskillelsen mellem koret og skibet samt på gesimsen rundt i kirkerummet.
Døbefonten er lavet til kirken og er af granit. Billedet på altertavlen er skabt af en lokal kunstner og forestiller Jesus, der tager en knælende mand i hånden og viser ham det nye Jerusalem. På toppen af tavlen ses et kors, som er en kopi af et kors, der er opsat på orgelpulpituret, så de to kors findes i hver ende af kirken. I 2012 blev altertavlen dækket over af en midlertidig tavle skabt af en yngre lokal kunstner og viser på et stort rundt billede fire scener fra Jesu liv: Mariæ bebudelse, Jesu fødsel, Jesu dåb og opstandelsen.
Orglet på pulpituret i kirkens østre ende har ti stemmer. Prædikestolen er udført af lokale håndværkere i renæssancestil og udsmykket med symboler på kirkeåret.

## Historie
Oprindeligt var Ulfborg Kirke eneste kirke i Ulfborg Sogn, men med udviklingen båret af anlæggelsen af Ulfborg Station i 1875 udviklede byen Ulfborg sig hastigt i slutningen af 1800-tallet, og snart opstod ønsket om at få en kirke i denne by, for at beboerne her kunne undgå den 3 km lange tur til den gamle kirke. En komité blev nedsat omkring år 1900, og i løbet af ganske kort tid lykkedes det denne at indsamle det dengang betragtelige beløb på 16.207 kr, hvilket dækkede udgifterne til opførelsen af en ny kirke uden behov for statstilskud. Desuden donerede en lokal købmand grunden og et beløb til inventaret og udsmykningen.
Opførelsen af kirken er tilsyneladende foregået uden brug af en arkitekt, men foretaget af lokale håndværkere. Kirken minder om andre kirker, der blev opført på denne tid, men er bemærkelsesværdig ved, at tårnet står i øst, og indgangen til kirken foregår herigennem. Der opstod et spørgsmål om, hvad kirken skulle hedde, idet det oplagte navn – Ulfborg Kirke – jo allerede var brugt. I stedet valgte man Ulfkær, der kommer fra, at området inden bygningen af stationen hed Sønderkær, som bestod af et par gårde samt en kro og et apotek. De to sidstnævnte hed begge Ulfkær, hvilket endte med at lægge navn til kirken.
Kirken stod færdig kort før jul 1900 og blev indviet 23. december dette år.
Der blev skænket et klokkespil til kirken i 1974 med 36 klokker, og som musikunderstøttelse havde man fra begyndelsen et harmonium, der allerede i 1907 blev afløst af et rigtigt orgel. Dette er to gange senere blev udskiftet, i henholdsvis 1927 og 1982. Kirken gennemgik en restaurering ved 100-året i 2000.